# Meriones grandis
Meriones grandis là một loài động vật có vú trong họ Chuột, bộ Gặm nhấm. Loài này được Cabrera mô tả năm 1907.